# 坦塔體育會
坦塔體育會（Tanta SC）是埃及的足球俱乐部，位于埃及坦塔，现属于埃及足球甲級聯賽。